# Contea di Holt (Nebraska)
La contea di Holt (in inglese Holt County) è una contea dello Stato del Nebraska, negli Stati Uniti. La popolazione al censimento del 2000 era di 11 551 abitanti. Il capoluogo di contea è O'Neill.